# Constantin le Grand (film)
Pour le personnage historique, voir Constantin le Grand.
Pour plus de détails, voir Fiche technique et Distribution.
Constantin le Grand (Costantino il Grande) est un péplum italien de Lionello De Felice sorti en 1961. Il raconte comment Constantin, selon De Felice, prend le pouvoir et pourquoi il a fait cesser les persécutions des chrétiens.

## Synopsis
Constantin, qui guerroie aux côtés de son père contre les Barbares, est appelé à Rome pour être nommé tribun. Une fois tribun, il sera emmêlé dans les troubles politiques du début du IVe siècle. Il verra aussi les persécutions faites aux chrétiens et tentera d'en sauver le plus possible avec son ami Hadrien amoureux de Livia, une chrétienne. Ses actions vont mettre Maxence et son père, Maximien, à dos, malgré le mariage entre lui et Fausta la fille de Maximien.

## Fiche technique
- Titre original : Costantino il Grande
- Titre français : Constantin le Grand ; La Chute de Caligula (vidéo)
- Réalisation : Lionello De Felice, assisté d'Umberto Lenzi
- Scénario : Ennio De Concini, Ernesto Guida et Lionello De Felice
- Adaptation française : Jacques Michau, Lucette Gaudiot
- Images : Massimo Dallamano
- Montage : Mario Serandrei et Gabriele Varriale
- Maître d’armes : Franco Fantasia
- Musique : Mario Nascimbene, dirigée par Franco Ferrara
- Société de distribution : Cosmopolis Films et Les Films Marbeuf (France)
- Genre : péplum, historique
- Format : Couleurs (Eastmancolor) - Totalscope - Son mono
- Pays d’origine :  Italie, Jonia Film
- Durée : 112 min
- Dates de sortie :
  - Italie : janvier 1961
  - France : 2 juin 1961
- Affiche : Macario Gómez Quibus (Espagne)

## Distribution
- Cornel Wilde (VF : René Arrieu) : Constantin
- Belinda Lee (VF : Jacqueline Carrel) : Fausta
- Massimo Serato (VF : Roland Ménard) : Maxence
- Elisa Cegani (VF : Lucienne Givry) : Hélène
- Fausto Tozzi (VF : Marcel Bozzuffi) : Hadrien Rufius
- Christine Kaufmann (VF : Sophie Leclair) : Livia
- Vittorio Sanipoli (VF : Jacques Beauchey) : Magistrat Apollius
- Carlo Ninchi (VF : Claude Peran) :  Constant Chlorius
- Annibale Ninchi (VF : Jean-Henri Chambois) : Dioclétien
- Tino Carraro (VF : Pierre Morin) : Maximien
- Nando Gazzolo  (V.F : Jacques Deschamps) : Licinius
- Franco Fantasia : Officier de Constantin
- Spartaco Nale  (V.F : René Blancard) : Pizon
- Fedele Gentile (V.F : Jean Violette) : un geôlier
- Enrico Glori (V.F : Jean Violette) : un sénateur
- Gino Scotti : Le prêtre
- Jole Mauro : Servante de Fausta
- Gino Marturano : Amodius
- Mario Meniconi : un tortionnaire
- Piero Giagnoni : Demetrius
- Carlo Tamberlani : Dioclétien